# Taenaris thyia
Taenaris thyia är en fjärilsart som beskrevs av Brooks 1944. Taenaris thyia ingår i släktet Taenaris och familjen praktfjärilar. Inga underarter finns listade i Catalogue of Life.